# Шахта «Котляревська»
ДВАТ Шахта «Котляревська» — шахта ДХК «Селидіввугілля», розташована у м. Новогродівка, Донецької області.
Назва шахти — за старовинним селом Котлярівка (нині Михайлівка, Покровський район), яке розташоване поблизу. Колишня назва — шахта «Росія».
Стала до ладу в 1960 році з проектною потужністю 1,8 млн т вугілля на рік, з 1966 р — 700 тис.т.
Фактичний видобуток 3554/2541 т/добу (1990/1999). У 2003 р. видобуто 943 тис.т вугілля.
Максимальна глибина 605/520 м (1996/1999).
Шахтне поле розкрите 2-а вертикальними стовбурами до горизонту 210 м.
Протяжність підземних виробок 90,96/60,08 км (1990/1999).
У 1999 р. розроблялися пласти l1, l2' потужністю 1-1,2 м, кути падіння 9-12о.
Шахта з лютого 2009 року віднесена до надкатегорійних за метаном (внаслідок появи суфлярного виділення).
Пласти небезпечні щодо вибуху вугільного пилу.
Кількість очисних вибоїв 2 (1999), підготовчих 7 (1999).
Кількість працюючих: 3039/2817 осіб, в тому числі підземних 2106/1821 осіб (1990/1999).
Адреса: 85483, м. Новогродівка, Донецької обл.